# Bico (Paredes de Coura)
Bico ist ein Ort und eine ehemalige Gemeinde (Freguesia) im nordportugiesischen Kreis Paredes de Coura. Die Gemeinde hatte 466 Einwohner (Stand 30. Juni 2011).
Am 29. September 2013 wurden die Gemeinden Bico und Cristelo zur neuen Gemeinde União das Freguesias de Bico e Cristelo zusammengeschlossen. Bico ist Sitz dieser neu gebildeten Gemeinde.